# Nihilumbra
Nihilumbra és un videojoc de plataformes i trencaclosques desenvolupat per l'empresa catalana BeautiFun Games.
El joc va sortir inicialment per a iOS al juny de 2012 i s'ha traduït a 7 idiomes, entre ells el català. Té una banda sonora composta per Alvaro Lafuente i interpretada per The Furius Music.

## Jugabilitat
La història, protagonitzada per Born, és trista, tracta temes filosòfics i els seus escenaris són generalment tenebrosos. El joc té dues parts on la segona és el mateix amb l'afegit de ser més difícil.

## Recepció
Des de la seva comercialització Nihilumbra ha rebut crítiques generalment positives. Les puntuacions han sigut les següents: un 86% positiu a Metacritic (basat en 12 crítiques), un 85,71% a GameRankings (basat en set crítiques) i un 8/10 a Combo Caster.

## Versions
A l'agost de 2013 es va anunciar en un Nintendo Direct Europe la versió de Wii U, la qual va sortir el 14 de maig de 2015.
Entrà a formar part de Steam Greenlight i finalment no fou seleccionat. Tot i això, una versió remasteritzada va sortir el 25 de setembre de 2013 per Windows, macOS i Linux, amb gràfics millorats, banda sonora i una veu que fa la narració.
A la PlayStation Vita, es va oferir com a part dels jocs del mes de gener de 2016 de PlayStation Plus. Aquesta versió es pot jugar tant amb els botons com amb la pantalla tàctil.
Al maig de 2018 va sortir una versió per Nintendo Switch a la Nintendo Store.